# Llengües caucàsiques septentrionals
Les llengües caucàsiques septentrionals són un grup de llengües, possiblement emparentades, que engloba dues famílies de llengües caucàsiques que prèviament havien estat considerades famílies no emparentades:
- Llengües caucàsiques del nord-oest
- Llengües caucàsiques del nord-est

Alguns autors divideixen les llengües del nord-est en dues famílies diferents, encara que la majoria d'especialistes consideren que es tracta d'una única família.
Les llengües caucàsiques septentrionals s'estenen pel Caucas nord i el nord-est de Turquia.

## Descripció lingüística
Els dos grups estan caracteritzats per una gran complexitat fonètica, incloent un ampli ús d'articulació secundària. No obstant això, el sistema gramatical d'ambdues famílies és molt diferent. Les llengües del nord-est es caracteritzen per una extraordinària complicació del substantiu: es coneix un exemple del tabasaran en el qual una sèrie de locatius intersequen amb una sèrie de sufixos que indiquen moviment respecte a un lloc, produint uns 48 sufixos (sovint descrits incorrectament com a declinació). Per contra, les llengües del nord-oest tenen un sistema molt pobre, que normalment només distingeix dos o tres casos. No obstant això, la complexitat del verb en el grup del nord-oest és sorprenent en la seva complexitat: el subjecte, l'objecte directe, l'objecte indirecte, el benefactiu i la majoria de funcions locals s'expressen dins del verb.
Tot i aquest contrast tan extrem (el grup del nord-est amb un sistema nominal molt ric i el grup del nord-oest amb la corresponent riquesa en el sistema verbal), alguns lingüistes estan convençuts que tots dos grups provenen d'un ancestre comú, que es va dividir en dos grups fa uns 5000 anys. Les fonologies extremes d'aquestes llengües (l'ubijé del nord-oest té 80 consonants i l'archi es creu que en té 76), així com els extraordinaris sistemes gramaticals, semblen donar suport a la teoria, que no obstant això segueix sent discutida.

## Comparació de les dues famílies
Les principals similituds entre els dues famílies caucàsiques septentrionals estan en els sistemes fonològics. No obstant això, les seves estructures gramaticals difereixen notablement, la qual cosa apunta al fet que algunes de les similituds podrien ser fenòmens típics d'àrea lingüística.

### Principals similituds
Ambdós grups es caracteritzen per tenir una alta complexitat fonètica. Entre les consonants es dona amb molta freqüència l'articulació secundària o coarticulación. L'ubykh (cau. nord-occidental) té 84 consonants diferents, mentre que per l'archi (cau. nord-oriental) s'han comptabilitzat 76 consonants.
A més s'ha proposat una llista raonable de cognats. No obstant això, la majoria podrien ser préstecs o simplement coincidències, ja que la major part dels morfemes de tots dos grups són molt curts (freqüentment amb una sola consonant, la qual cosa afavoreix enormement les coincidències casuals).

### Principals diferències
Les llengües caucàsiques nord-orientals es caracteritzen per una complexitat morfològica considerable en el nom. Així per exemple, en tsez, una sèrie de casos locatius es poden combinar amb una sèrie de sufixos referits al moviment pel que fa a la localització, produint un conjunt de 126 formes locatives diferents (freqüentment descrites com a casos morfològics diferents, encara que diferents autors els analitzen de diferent manera).
Això contrasta amb els sistemes nominals de les llengües caucàsiques nord-occidentals que són relativament simples en la seva morfologia. En aquestes llengües el nom distingeix solament dos o tres casos diferents, encara que les llengües nord-occidentals presenten una estructura verbal complexa, en la qual existeixen marques verbals per al subjecte, l'objecte directe, l'objecte indirecte o l'objecte benefactiu, així com marques verbals per a locatius.

### Comparació lèxica
| Pronoms personals | Pronoms personals      | Pronoms personals      | Pronoms personals      | Pronoms personals      | Pronoms personals      | Pronoms personals | Pronoms personals |
| Persona           | Caucàsic nord-oriental | Caucàsic nord-oriental | Caucàsic nord-oriental | Caucàsic nord-oriental | Caucàsic nord-oriental | PCNOc             | PCN               |
| Persona           | PN                     | PDL                    | PLK                    | PAAT                   | PCNOr                  | PCNOc             | PCN               |
| ----------------- | ---------------------- | ---------------------- | ---------------------- | ---------------------- | ---------------------- | ----------------- | ----------------- |
| 1 sg.             | el seu-                | *du                    | zʷə-                   | dVpal                  | zʷə-                   | *sA               | *zoː              |
| 2 sg.             | ħo-                    | ħʷə                    | ʁʷə-                   | dVlab/mV               | ʁʷə-                   | *wA               | o̯oː/ʁwVː          |
| 1 pl. in.         | *way                   | -χːa                   | χːə-                   | iλiː                   | łiː- (?)               | /šʲətːa/χːa       | *Läː              |
| 1 pl. ex.         | tχo-                   | žo                     | žʲə                    | išiː                   | z⇨ʲə-                  | /šʲətːa/χːa       | ži                |
| 2 pl.             | šo-                    | -šːa/zu                | žʷə                    | *bišːdi                | z⇨ʷə-                  | sʷ                | źwe               |

Abreujaments:
PN = Proto-Nakh
PDL = Proto-Dargi-Lak
PLK = Proto-Lezgi-Khinalugh
PAAT = Proto-Avar–Andi–Tsez
PCNOr = Proto-caucàsic nord-oriental
PCNOc = Proto-caucàsic nord-occidental:
PCN = Proto-caucàsic nord (septentrional)
| GLOSSA | Nord-oriental | Nord-oriental | Nord-oriental | Nord-occidental | Nord-occidental | PNC          |
| GLOSSA | PCNOr (S)     | PCNOr (N)     | PCNOr         | PCNOc (S)       | PCNOc (C)       | PNC          |
| ------ | ------------- | ------------- | ------------- | --------------- | --------------- | ------------ |
| 1      | c(h)a         | #c(ʕ)         | c(ħ)a         | *za             |                 | *cHǝ̆         |
| 2      | qʷ’a          |               | qʷ’ə          | t’qʷ’a          | t’q’o           | q̇Hwǟ         |
| 3      | ɬeb (?)       |               | Łəb-          | λ:ə             | (i-)x̂ə/a        | ƛHĕ          |
| 4      | əmq(ʷ)’i      |               | *umqʼi~*moqʼo | p’λ’a           |                 | hĕmq̇ɨ        |
| 5      | x̂ʷə           | #(W)=ƛƛi/ƛƛwi | p-Ło          | *sx̂ʷə           | (w-/i-)ćx̂ə      | f_ɦä̆         |
| 6      | *renɬə-       |               | *ji-rẽŁə-     | ɬʷə             | (w-)x̂cə         | ʔrǟnƛ_       |
| 7      | o̯ərδ (?)      |               | wərɬ-         | bδə             |                 | ʡĕrŁ_ɨ̆       |
| 8      | *mbərδ        |               | *mbərɬ-       | ---             | (w-/i-)ɣə/a     | bǖnŁ_i (˜-a) |
| 9      | wərč’         |               | wərkʼʷi-      | bğʷʲə           | -ɣə́             | ʔĭlć̣wɨ       |
| 10     | wəc’          |               | wəcʼ-         | bć’ʷə           | (p-/w-)źə́/źá    | ʡĕnc̣Ĕ        |

Abreujaments: (N) = Nichols, (S) = Schulze, (C) = Colarusso
/c, č/ designen dues africades, l'alveolar i la postalveolar (AFI /ʦ, ʧ/).

## Genètica de poblacions i les llengües nord-caucàsiques
L'estudi genètic del cromosoma Y en les poblacions natives del Caucas nord ha trobat una correlació geogràfica i lingüística. Les dades suggereixen un origen directe dels llinatges masculins del Caucas provinents del Pròxim Orient, seguit d'un alt nivell d'aïllament (raons geogràfiques i històriques), amb posterior diferenciació i deriva genètica in situ. Una comparació de les reconstruccions genètiques i lingüístiques que cobreixen els últims mil·lennis va mostrar correspondències sorprenents.